# Скручивания
Скру́чивания (от поведения позвоночника при выполнении упражнения — поперечное его скручивание) — физическое упражнение на развитие мышц живота при сгибании верхнего отдела туловища без отрыва поясницы от скамьи (или стоя). Упражнение, при котором сгибается нижняя часть туловища (не только ноги в тазобедренном суставе, но и таз в поясничном отделе) называется «обратным скручиванием» (или «поднятием ног»).

## Описание
В упражнении участвуют прямая, внешние и внутренние косые мышцы живота, а при сгибании в тазобедренном суставе и сгибатели спины (прямая мышца бедра, подвздошно-поясничная мышца и гребенчатая мышца). Упражнение выполняется в среднем (или медленном) темпе плавно, при желании с изометрией — задержкой в фиксированном положении в конечной фазе.
Упражнения могут выполняться как с сопротивлением в виде собственного веса и гибкости позвоночника, так и с дополнительной нагрузкой в виде изменения угла наклона скамьи, отягощений, блоков, жгутов (или тренажёров).